# Barn (rivière)
Pour les articles homonymes, voir Barn (homonymie).
La rivière de  Barn  (anglais : Barn River) est une petite rivière dans la zone reculée de la région du Westland dans l’Ile du Sud de la Nouvelle-Zélande.

## Géographie
Longue de seulement 3 km , elle sert de drainage primaire de la moitié Sud d’une zone nommée « Hermitage Swamp » située près de l’embouchure de la rivière Cascade.